# Mary Beale
Mary Beale, född 26 mars 1632 i Suffolk, död 1699 i London, var en engelsk porträttmålare.
Beale var en av de bästa kvinnliga porträttmålarna på 1600-talet och hennes tjänster togs i anspråk av många av dåtidens kända personer. Bland annat har hon målat av kung Karl II, Abraham Cowley, John Milton och ärkebiskop John Tillotson. Hon målade med olja, vattenfärg och kritor. Priset för ett porträtt låg på fem pund för bara huvudet och tio pund för ett halvlängdsporträtt. 
Hon fick två söner med sin man Charles Beale; Bartholomew som först studerade konst, men gav upp konsten för att istället studera till läkare och Charles som följde i sin mors fotspår.